# Eissa Al Muhairbi
Eissa Al Muhairbi (* 14. Oktober 1999) ist ein Eishockeyspieler aus den Vereinigten Arabischen Emiraten. Er spielt seit 2020 erneut bei den Abu Dhabi Storms aus der Emirates Ice Hockey League.

## Karriere
Eissa  Al Muhairbi begann seine Karriere bei den Abu Dhabi Storms, für die er bereits mit 16 Jahren in der Emirates Ice Hockey League spielte. Nach einem Jahr beim örtlichen Konkurrenten Abu Dhabi Shaheen, kehrte er 2020 zu den Storms zurück.

### International
Im Juniorenbereich stand er im Aufgebot seines Landes beim IIHF U20 Challenge Cup of Asia 2018, wo das Team den dritten Platz belegte, und 2019. 
Eissa Al Muhairbi nahm für die Eishockeynationalmannschaft der Vereinigten Arabischen Emirate an der Division II der Weltmeisterschaft 2023 teil.

## Erfolge und Auszeichnungen
- 2018 Bronzemedaille beim IIHF U20 Challenge Cup of Asia
- 2023 Aufstieg in die Division II, Gruppe A, bei der Weltmeisterschaft der Division II, Gruppe B